# Hand Sown ... Home Grown
Hand Sown ... Home Grown è un album in studio della cantante statunitense Linda Ronstadt, pubblicato nel 1969.

## Tracce
Hand Sown (Side 1)
1. Baby, You've Been on My Mind – 2:31 (Bob Dylan)
2. Silver Threads and Golden Needles – 2:19 (Dick Reynolds, Jack Rhodes)
3. Bet No One Ever Hurt This Bad – 2:41 (Randy Newman)
4. A Number and a Name – 3:03 (Tom Campbell, Steve Gillette)
5. Only Mama That'll Walk the Line – 2:28 (Ivy J. Bryant)
6. The Long Way Around – 2:17 (Ken Edwards)

Home Grown (Side 2)
1. Break My Mind – 2:52 (John D. Loudermilk)
2. I'll Be Your Baby Tonight – 3:43 (Bob Dylan)
3. It's About Time – 3:05 (Chip Douglas)
4. We Need a Whole Lot More of Jesus (And a Lot Less Rock & Roll) – 2:30 (Wayne Raney)
5. The Dolphins – 4:21 (Fred Neil)